# Вільковия (Мазовецьке воєводство)
Вільковия (пол. Wilkowyja) — село в Польщі, у гміні Гарволін Ґарволінського повіту Мазовецького воєводства.
Населення — 423 особи (2011).
У 1975-1998 роках село належало до Седлецького воєводства.

## Демографія
Демографічна структура станом на 31 березня 2011 року:
|          | Загалом | Допрацездатний вік | Працездатний вік | Постпрацездатний вік |
| -------- | ------- | ------------------ | ---------------- | -------------------- |
| Чоловіки | 212     | 55                 | 128              | 29                   |
| Жінки    | 211     | 59                 | 115              | 37                   |
| Разом    | 423     | 114                | 243              | 66                   |